# Institut für Sozialanthropologie
Das Institut für Sozialanthropologie (ISA) ist eine Forschungseinrichtung der Österreichischen Akademie der Wissenschaften (ÖAW) in Wien.

## Aufgaben und Ziele
Das Institut für Sozialanthropologie ist ein auf Asien spezialisiertes Forschungsinstitut der ÖAW. Sein langfristiges Rahmenprogramm ist inhaltlich auf das Thema „Konsens und Konflikt in Asien und im östlichen Mittelmeerraum“ ausgerichtet. Besondere Beachtung finden dabei transnationale Entwicklungen in Asien, regionale Integration und Kooperation, der Wandel traditioneller Familien- und Verwandtschaftsbeziehungen, sowie Binnen- und regionale Migration innerhalb Asiens.
Das mittelfristige Forschungsprogramm des Institutes für Sozialanthropologie von 2021 bis 2023 lautet „Uncertainties and Inequalities: Engaging with Asian Movements in the Present and Past“. Dieses Forschungsprogramm richtet den Fokus auf soziale, kulturelle, politische und religiöse Bewegungen sowie Bewegungen von Menschen, Wissen und Objekten im asiatischen Raum. Es ist eine Weiterentwicklung vom bisherigen Forschungsprogramm zwischen 2012 und 2020, das sich mit „Krisen, Mobilität und Transformation“ beschäftigte. Durch die Betonung von Unsicherheiten und Ungleichheiten, die stark mit aktuellen Krisen und Bewegungen verbunden sind (von Umweltkrisen und Pandemien über Migration, wirtschaftliche Entwicklung zu verschiedenen religiösen und politischen Bewegungen), deckt dieses Forschungsprogramm einige der Kernanliegen der Kultur- und Sozialanthropologie ab. Als kritische Orientierung werden die Schlüsselkonzepte Unsicherheit, Ungleichheit und Bewegungen empirisch in den drei Hauptforschungsregionen des ISA angewandt: Naher Osten, tibetische/mongolische Regionen und Zentralasien, Südostasien und Inseln des Indischen Ozeans. Sie beziehen sich sowohl auf die Gegenwart als auch auf die Vergangenheit und bergen besonderes Potenzial für die inter- und transdisziplinäre Zusammenarbeit in den Geistes-, Sozial- und Lebenswissenschaften.
Dem wissenschaftlichen Beirat des Instituts steht Regina Bendix vor (2018 bis 2021).

## Geschichte und Struktur
An der ÖAW war die „Ethnologische Kommission“ Vorgängerin des Institutes für Sozialanthropologie. Sie entstand am 22. November 1961 durch Umbenennung der „Kommission für die Erforschung primitiver Kulturen und Sprachen“. Die ursprüngliche Beschränkung der ethnologischen Forschung auf einfach strukturierte Gesellschaften (Jäger und Sammler, Nomaden und Bodenbauern) konnte schon der damaligen Entwicklung nicht mehr gerecht werden. In der Zeit zwischen 1955 und 1965 etablierte Robert Heine-Geldern als korrespondierendes Mitglied und wirkliches Mitglied bereits einen ersten Südostasien-Schwerpunkt an der Österreichischen Akademie der Wissenschaften.
Eine nächste Etappe im Ausbau seit 1945 markiert die mit 1. Jänner 1993 unter Walter Dostal erfolgte Vereinigung der „Ethnologischen Kommission“ mit der „Arabischen Kommission“ und die daraus resultierende Umbenennung zur „Kommission für Sozialanthropologie“ (KfSA) (1995). Damit ergaben sich zwei Arbeitsbereiche: 1) das Gebiet der Sozialanthropologie und 2) die arabische Philologie und Kulturgeschichte des Nahen Ostens. In der Zeit zwischen 1980 und 2000 erweiterte Walter Dostal den davor etablierten Südostasien-Schwerpunkt mit Südwest-Arabien und Tibet um zwei weitere regionale Schwerpunkte (über Publikationen, Drittmittel-Projekte und -Beschäftigte) substanziell.
Seit 1995 impliziert dieser sozialanthropologische Forschungsansatz eine fächerübergreifende Programmatik durch die Durchführung von empirisch-ethnographischen Untersuchungen in Verbindung mit philologisch-historischen Analysen und interkulturellen Vergleichsstudien soziokultureller Phänomene. Mit der Verleihung des Wittgenstein-Preises an Andre Gingrich konnte an der Kommission für Sozialanthropologie (KfSA) ab dem Jahr 2000 ein finanzieller und personeller Neubeginn erzielt werden.
Mit 1. Jänner 2007 wurde die Kommission für Sozialanthropologie in eine Forschungsstelle umgewandelt. Die Forschungsstelle Sozialanthropologie wurde mit 1. Jänner 2010 zum Institut für Sozialanthropologie aufgewertet und erhielt 2011 den Status eines permanenten Instituts der ÖAW. 2019 gab Gründungsdirektor Andre Gingrich die Leitung des Instituts ab und Stephan Kloos übernahm als interimistischer Direktor.

## Regionale Forschungsschwerpunkte
Die regionalen Schwerpunkte umfassen: 1) den islamisch geprägten Nahen Osten und Nordafrika, 2) das primär buddhistische Zentralasien und den tibetischsprachigen Himalaya-Raum, und 3) Südostasien sowie die Inselwelt im Indischen Ozean.
Projekte zum Nahen Osten befassen sich unter anderem mit gesellschaftlichen Transformationen und Konflikten in Geschichte und Gegenwart Südwest-Arabiens sowie mit Erinnerungen an Verbrechen gegen die Menschheit in kurdischen Gesellschaften. In Zentralasien, Tibet und der Himalayaregion werden unter anderem Forschungen zum imperialzeitlichen und frühen buddhistischen Tibet, zur tibetischen Medizin oder zu nomadischen Artefakten durchgeführt. In Südostasien und der Inselwelt des Indischen Ozeans reichen die Forschungsthemen von der Rolle sozialer Medien in der religiösen Praxis, über den sozio-kulturellen Umgang mit Erbkrankheiten und Medizintourismus, bis hin zu ökonomischen Aspekten von Geschlechterdynamiken, Umweltkatastrophen, Mobilität und Friedensbewegungen.
Methodisch orientiert sich das Institut für Sozialanthropologie an ausgewogen geschlechterspezifischen, empirischen Feldforschungen in einheimischen Sprachen sowie am systematischen interkulturellen Vergleich, und auf diesen Grundlagen an der Analyse und Interpretation von soziokulturellen Prozessen der Gegenwart wie der Geschichte (inklusive der einschlägigen Wissenschaftsgeschichte).

## Veranstaltungen
Seit 2002 organisiert das Institut für Sozialanthropologie in Zusammenarbeit mit dem Universitätsinstitut für Kultur- und Sozialanthropologie und dem Internationalen Forschungszentrum für Kulturwissenschaften (IFK) die internationalen Eric Wolf Lectures. Jedes Jahr wird im Herbst ein prominenter Vertreter des Faches eingeladen, einen öffentlich zugänglichen Vortrag zu halten. Seit 2004 werden die Eric Wolf Lectures in Current Anthropology, einer der renommiertesten Fachzeitschriften der anthropologischen Disziplinen, veröffentlicht.
Etwa acht Mal im Jahr organisiert das Institut für Sozialanthropologie internationale Gastvorträge (ISA International Guest Lectures). Sie richten sich an Forschende aller relevanten Fächer und präsentieren namhafte Gastvortragende, meistens in englischer Sprache.
Das internationale „Anthropologische Atelier“ wird etwa alle zwei Jahre von Mitarbeitern des Instituts für Sozialanthropologie gemeinsam mit jenen eines anderen europäischen Instituts durchgeführt, um erste Ergebnisse aus laufender Forschung im Rahmen eines Workshops zu diskutieren und zu vertiefen. Die Ergebnisse werden als Buch oder als Schwerpunktthema einer führenden Fachzeitschrift publiziert.
Das ISA Research Forum dient primär als internes Forum für Mitarbeiter dieser oder befreundeter Forschungseinrichtungen zur Präsentation von Erst- oder von Abschlussergebnissen aus laufender Projektarbeit.
In unregelmäßigen Abständen organisiert das Institut für Sozialanthropologie als Mit- oder Alleinveranstalter im In- und Ausland Tagungen und Konferenzen zu theoretisch-methodischen Debatten, thematischen Schwerpunkten und regionalen Forschungsfeldern. Im Jahr 2004 wirkte das Institut für Sozialanthropologie als Ko-Organisator der 8. EASA Biennial Conference, sowie im Jahr 2011 der DGV-Tagung 2011 und im Jahr 2015 der 8. EuroSEAS Konferenz und der 11. Jäger und Sammler Konferenz (CHaGS).

## Publikationen
Seit 1996 veröffentlicht das Institut für Sozialanthropologie die Buchreihe Veröffentlichungen zur Sozialanthropologie.
Seit 2008 erscheint mehrmals im Jahr die Reihe ÖAW Arbeitspapiere zur Sozialanthropologie. Die Working Papers sind online auf der Homepage open access abrufbar.
Eine weitere Publikation des Instituts für Sozialanthropologie ist die Sammlung Eduard Glaser, die wie die Buchreihe Veröffentlichungen zur Sozialanthropologie im Verlag der Österreichischen Akademie der Wissenschaften erhältlich ist.